# Ishiro Honda
Ishirô Honda (本多 猪四郎 Honda Ishirō), eller Inoshirô Honda, född 7 maj 1911 i Yamagata i Japan, död 28 februari 1993 i Tokyo i Japan, var en japansk regissör. Han regisserade bland annat den första Godzilla-filmen och ytterligare sju filmer i serien.
Han arbetade även som regiassistent åt Akira Kurosawa.

## Filmografi (regissör)
- 1954 – Godzilla – monstret från havet
- 1955 – Half Human
- 1956 – Godzilla, King of the Monsters!
- 1956 – Rodan
- 1957 – The Mysterians
- 1958 – Varan the Unbelievable
- 1958 – The H-Man
- 1959 – Battle in Outer Space
- 1960 – The Human Vapor
- 1961 – Mothra
- 1962 – Gorath
- 1962 – King Kong vs. Godzilla
- 1963 – Atragon
- 1963 – Matango
- 1964 – Mothra vs. Godzilla
- 1964 – Dogora, the Space Monster
- 1964 – Ghidorah, the Three-Headed Monster
- 1965 – Frankenstein – djävulsk skräck
- 1965 – Invasion of Astro-Monster
- 1966 – The War of the Gargantuas
- 1967 – King Kong på skräckens ö
- 1968 – Alla monster skall förstöras
- 1969 – Latitude Zero
- 1969 – Godzilla's Revenge
- 1970 – Space Amoeba
- 1975 – Terror of Mechagodzilla